# Гимли
Ги́мли (англ. Gimli, 2879 Т. Э. — предположительно уплыл в Валинор не ранее 120 Ч. Э.) — гном, один из главных персонажей романа «Властелин колец» Джона Р. Р. Толкина, член Братства Кольца.

## Происхождение имени
Точно не известно, что означает имя «Гимли». По мнению самого Толкина, оно может происходить от поэтического слова «gim», которое означало в древнескандинавской поэзии «огонь». В соответствии с гномьей традицией Средиземья, имя «Гимли» является «внешним» именем, так как происходит из северного (человеческого) языка и не является настоящим именем на кхуздуле (свои подлинные имена гномы хранили в секрете от представителей иных рас).
Впервые имя «Гимли» упоминается в «Истории о Тинувиэль» — самой ранней версии приключений Берена и Лютиэн, опубликованной во второй части «Книги утраченных сказаний»: его носил пожилой эльф, бывший пленником в кухне Тевильдо, Князя Котов, вместе с Береном. Лишь впоследствии оно было дано гному во «Властелине колец».

## Биография
Гимли происходил из старейшего рода гномов — Длиннобородых, первых обитателей Кхазад-дума, и являлся прямым потомком Дурина по младшей линии. Он родился через 77 лет после того, как гномы, возглавляемые Траином, образовали в Синих Горах (Эред Луин) поселение в изгнании. Ему не позволили участвовать в походе Торина к Эребору, сочтя по гномьим меркам слишком молодым (в 2941 году Т. Э. ему исполнилось «всего лишь» 62 года). После того как гномы вернули себе Одинокую Гору, Гимли вместе с отцом стал жить в Эреборе.
В 3018 году Т. Э. Гимли вместе со своим отцом Глоином отправился в Ривенделл — чтобы, по совету короля Даина II, предупредить Бильбо о том, что его разыскивает Саурон, а также узнать, почему тот желает вернуть некое Кольцо, и получить у Элронда совет, как поступить, когда посланники Саурона вернутся.
На совете у Элронда он был выбран одним из девяти членов Братства Кольца и осенью 3018 года выступил в поход на юг. В пути он крепко подружился с эльфом Леголасом.
Гимли стал первым гномом, вступившим в Лориэн с дней Дарина. После этого визита он получил своё прозвище Хранителя Локона — из-за того, что постоянно носил при себе прядь волос Галадриэль. Эту прядь Галадриэль подарила Гимли по его просьбе в знак «дружбы между Лесом и Горами до конца дней».
После похищения орками Сарумана двух хоббитов из Братства Кольца Гимли без колебаний принял участие в погоне через весь Рохан за многократно более сильным отрядом урук-хай и их приспешников из Мордора и Мглистых гор. Бок о бок с Арагорном, Леголасом и роханскими воинами он отважно бился с орками в Хельмовой Пади, на стенах Хорнбурга и в Блистающих пещерах Агларонда. Во время осады Хорнбурга он отличился тем, что спас жизнь будущему королю Рохана Эомеру (хотя всего за несколько дней до этого был готов сражаться с ним из-за непочтительных слов Эомера о Владычице Галадриэль, о которой Гимли всегда отзывался с большим почтением).
В составе отряда короля Теодена Гимли посетил разгромленный энтами Изенгард и присутствовал при разоблачении и низложении Сарумана. По возвращении в Эдорас он, преодолев страх, прошёл за Арагорном по Стезе Мертвецов и участвовал в битве на Пеленнорских полях.
Своими подвигами, мужеством и благородством он добился того, что его стали называть Другом эльфов.
После Войны Кольца Гимли с эреборскими гномами возвратился в пещеры Агларонда и стал их правителем. После кончины короля Элессара (Арагорна) в 120 году Ч. Э. предположительно (сведения об этом переданы в тексте как не вполне достоверные) уплыл за море вместе с Леголасом.

## Концепция и создание
Когда персонаж Гимли только возник в замыслах Толкина, его роль играл сын Балина — Фрар (Бурин). Также, по первоначальному замыслу автора, Гимли вместе с частью своего народа после окончания Войны Кольца поселился не в Агларонде, а в Белых Горах, расположенных рядом с Минас Тиритом, однако ежегодно посещал Пещеры, желая полюбоваться их красотой.

## В адаптациях

Джон Рис-Дэвис в роли Гимли в кинотрилогии Питера Джексона

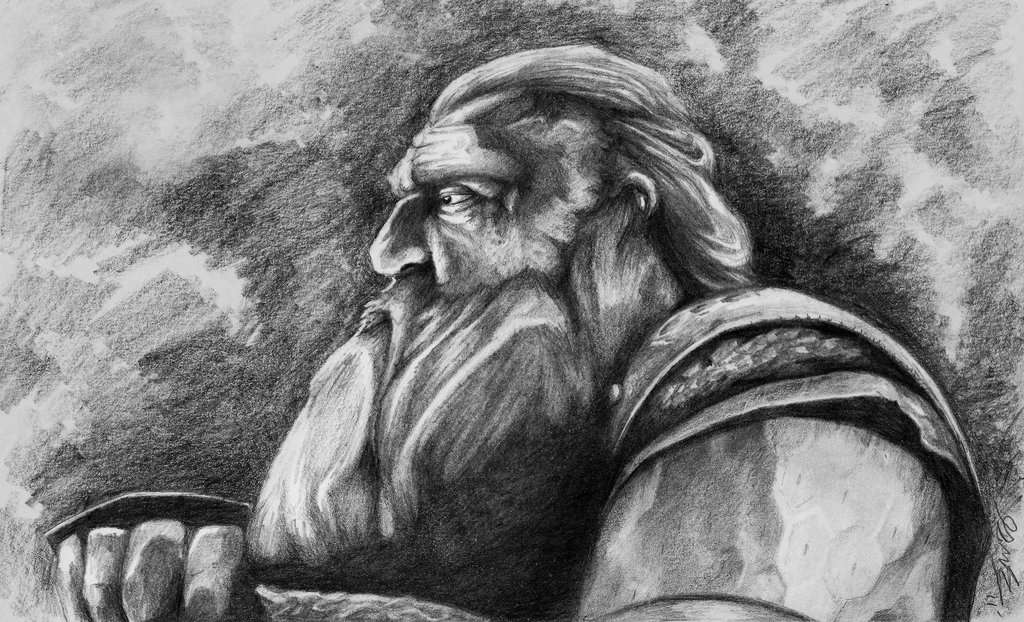
Фан-арт Гимли

В мультфильме Ральф Бакши Гимли озвучил английский актёр Дэвид Бак.
В кинотрилогии Питера Джексона роль Гимли исполнил валлийский актёр Джон Рис-Дэвис.